# Скоморошки (Винницкая область)
Скоморошки (укр. Скоморошки) — село в Оратовском районе Винницкой области Украины.

## История
Являлось селом Таращанского уезда Киевской губернии Российской империи.
В 1860 году здесь был построен сахарный завод.
В 1889 году численность населения составляла 472 человека.
В ходе Великой Отечественной войны в 1941—1944 гг. село было оккупировано немецкими войсками.
В мае 1995 года Кабинет министров Украины утвердил решение о приватизации сахарного завода.
По переписи 2001 года население составляло 1435 человек.
27 февраля 2017 года в результате короткого замыкания полностью сгорел сельский магазин.

## Адрес местного совета
22615, Винницкая область, Оратовский р-н, с. Скоморошки, ул. Ленина, 17